# Élections législatives de 2022 en Corrèze
Les élections législatives françaises de 2022 se déroulent les 12 et 19 juin 2022. Dans la Corrèze, deux députés sont à élire dans le cadre de deux circonscriptions.

## Contexte

### À l'Assemblée
En 2017, les deux circonscriptions alors jusqu'ici à gauche basculent à droite et au centre. Forte de sa popularité nationale, La République en marche parvient à faire élire dans la première circonscription, son candidat, le maire de Naves Christophe Jerretie, sur ces terres hautement symboliques, anciens fiefs des anciens chefs de l'État, Jacques Chirac et François Hollande (dont le candidat socialiste Bernard Combes, défait au second tour, est un proche). En revanche, ce n'est pas le cas de leur autre candidate, l'ancienne sénatrice socialiste, Patricia Bordas, qui chute sur le fil face à la candidate des Républicains, vice-présidente du département, Frédérique Meunier, qui permet à la droite de revenir à la tête du secteur de Brive après 10 ans d'absence.
Christophe Jerretie intègre la commission des finances et la commission des affaires européennes. Parmi les commissions spéciales d'examen de lois, il fait notamment partie de celle concernant la modernisation de la gestion des finances publiques dont il est le vice-président. Il appartient aussi à la délégation aux collectivités territoriales et à la décentralisation ; il en est le vice-président depuis décembre 2017. En juillet 2019, Christophe Jerretie est candidat pour prendre la tête du groupe La République en marche à l'Assemblée nationale. Alors que Gilles Le Gendre est réélu dès le premier tour, il arrive en cinquième position sur six, avec 12 voix. Au niveau des relations internationales, il est aussi vice-président du groupe d'amitié France-Suède. Durant l'été 2020, il quitte le groupe et le parti de LREM pour rejoindre le Mouvement démocrate.
Première femme députée de la 2e circonscription, Frédérique Meunier s'engage quant à elle au sein commission des affaires culturelles et de l'éducation. Elle est aussi vice-présidente du groupe d'étude sur les violences intra-familiales. Jusqu'en 2019, elle est la rapporteure de la mission flash sur les précocités et troubles associés. Durant son mandat, elle fait partie des rares députés du groupe LR qui sont ouvertement favorable à la PMA pour toutes les femmes.

### Élections intermédiaires
Les élections européennes de 2019 offrent dans en Corrèze un résultat similaire à celui observé à l'échelle nationale : la liste du Rassemblement national en légère avance sur la liste de La République en marche et la liste d'Europe Écologie Les Verts troisième, devant la liste des Républicains. Tulle et Ussel placent la liste du RN première tandis que Brive-la-Gaillarde place la liste de LREM devant la liste de Jordan Bardella. Cette élection européenne est donc marquée par la montée de l'extrême droite dans le département, puisque c'est la première fois que le Rassemblement national, anciennement Front national, obtient un score aussi élevé en Corrèze.
Les élections municipales et sénatoriales de 2020 confirment la mainmise de la droite sur le département. Elle conserve les deux sous-préfectures, Brive-la-Gaillarde et Ussel, et gagne aussi de nouvelles communes comme Bort-les-Orgues et Sainte-Fortunade, mais perd Argentat-sur-Dordogne, Naves et Neuvic au profit de la gauche. Les sénatoriales confirment la bonne implantation de la droite dans le département, à la suite de la réélection des sénateurs sortants, tous deux étiquetés à droite.
Après les élections de 2015 qui avaient vu la gauche perdre sa majorité au conseil départemental pour ne conserver que 12 élus sur les 38 que compte le conseil départemental, les élections départementales de 2021 ne sont qu'une confirmation pour la majorité de droite. La gauche conserve ses cantons de Tulle, de Naves et de l'Yssandonnais, mais ne parvient pas à progresser. Seuls 6 cantons de droite leur accordent plus de 40 % des voix au second tour - avec un meilleur score de 48 % dans le canton de Haute-Dordogne. Pascal Coste est réélu dans son canton dès le premier tour face au RN, la gauche n'avait pas présenté de candidat. Frédérique Meunier regagne le canton de Malemort, qu'elle avait quittée en 2017 pour devenir députée. La droite gagne le canton de Brive-la-Gaillarde-1, le seul canton de Brive qui l'avait résisté en 2015. Le canton d'Argentat-sur-Dordogne bascule, quant à lui, à gauche.
Contrairement aux départementales, c'est la gauche qui est majoritaire lors des régionales de 2021. À l'échelle régionale, la liste socialiste du président sortant Alain Rousset l'emporte. La Corrèze attribue également une large avance à la liste du PS, menée dans le département par l'ancien député Philippe Nauche, mais place en deuxième position la liste LR, menée par le président du conseil départemental Pascal Coste. On note que la liste de la majorité présidentielle n’obtient aucun conseiller régional dans le département, Patricia Bordas, ancienne sénatrice, échouant à la cinquième place avec 7 % des suffrages, derrière la liste d'EÉLV.

### Élection présidentielle de 2022
Le résultat de l'élection présidentielle de 2022 en Corrèze est assez semblable à celui observé à l'échelle nationale. Emmanuel Macron est en tête du premier tour dans le département avec 23,2 % des suffrages, il devance de seulement 1 467 voix Marine Le Pen qui recueille 22,2 %. Jean-Luc Mélenchon arrive en troisième position avec 19,4 %, il est suivi par Valérie Pécresse qui obtient en Corrèze son meilleur score, à savoir 8,6 %. Les sous-préfectures de Brive-la-Gaillarde et d'Ussel placent Emmanuel Macron en tête, tandis que la ville-préfecture de Tulle place Jean-Luc Mélenchon en première place. Au second tour, Emmanuel Macron est devant Marine Le Pen dans le département, le président sortant recueille 55,8 % des suffrages exprimés, soit une baisse de plus de 21 points par rapport à 2017. La candidate du RN à doublé son score par rapport à 2017 en récoltant 44,2 % des voix dans le département.

#### Présidentielle de 2022 par circonscription
| Circonscription | 1er tour | 1er tour | 1er tour  |         | 2d tour | 2d tour |
| Circonscription | Macron   | Le Pen   | Mélenchon | Macron  | Le Pen  |         |
| --------------- | -------- | -------- | --------- | ------- | ------- | ------- |
| Circonscription |          |          |           |         |         |         |
| 1re             | 21,33 %  | 21,60 %  | 20,39 %   | 55,22 % | 44,78 % |         |
| 2e              | 25,15 %  | 22,80 %  | 18,49 %   | 56,32 % | 43,68 % |         |

## Système électoral
Les élections législatives ont lieu au scrutin uninominal majoritaire à deux tours dans des circonscriptions uninominales.
Est élu au premier tour le candidat qui réunit la majorité absolue des suffrages exprimés et un nombre de voix au moins égal au quart (25 %) des électeurs inscrits dans la circonscription. Si aucun des candidats ne satisfait ces conditions, un second tour est organisé entre les candidats ayant réuni un nombre de voix au moins égal à un huitième des inscrits (12,5 %) ; les deux candidats arrivés en tête du premier tour se maintiennent néanmoins par défaut si un seul ou aucun d'entre eux n'a atteint ce seuil. Au second tour, le candidat arrivé en tête est déclaré élu.
Le seuil de qualification basé sur un pourcentage du total des inscrits et non des suffrages exprimés rend plus difficile l'accès au second tour lorsque l'abstention est élevée. Le système permet en revanche l'accès au second tour de plus de deux candidats si plusieurs d'entre eux franchissent le seuil de 12,5 % des inscrits. Les candidats en lice au second tour peuvent ainsi être trois, un cas de figure appelé « triangulaire ». Les second tours où s'affrontent quatre candidats, appelés « quadrangulaire » sont également possibles, mais beaucoup plus rares.

### Partis et nuances
Les résultats des élections sont publiés en France par le ministère de l'Intérieur, qui classe les partis en leur attribuant des nuances politiques. Ces dernières sont décidées par les préfets, qui les attribuent indifféremment de l'étiquette politique déclarée par les candidats, qui peut être celle d'un parti ou une candidature sans étiquette.
En 2022, seules les coalitions Ensemble (ENS) et Nouvelle Union populaire écologique et sociale (NUP), ainsi que le Parti radical de gauche (RDG), l'Union des démocrates et indépendants (UDI), Les Républicains (LR), le Rassemblement national (RN) et Reconquête (REC) se voient attribuer  une nuance propre,,.
Tous les autres partis se voient attribuer l'une ou l'autre des nuances suivantes : DXG (divers extrême gauche), DVG (divers gauche), ECO (écologiste), REG (régionaliste), DVC (divers centre), DVD (divers droite), DSV (droite souverainiste) et DXD (divers extrême droite). Des partis comme Debout la France ou Lutte ouvrière ne disposent ainsi pas de nuance propre, et leurs résultats nationaux ne sont pas publiés séparément par le ministère, car mélangés avec d'autres partis (respectivement dans les nuances DSV et DXG),.

## Campagne

### Pour la majorité présidentielle
Olivier Bonnie, est le premier à s'être officiellement porté candidat dans la seconde circonscription. Il est le délégué départemental d'Agir mais il est aussi membre de LREM et d’Horizons. Il a annoncé sa candidature dans la presse locale en janvier. La majorité présidentielle annoncera ses candidats après l’élection présidentielle mais Olivier Bonnie prévient : « Je me laisse toute liberté de me présenter, investiture ou pas ». Lors d'un entretien à la presse local en octobre 2021, Christophe Jerretie, annonce qu'il entend bien briguer un second mandat dans la première circonscription mais il attend la décision du comité d'investiture de la majorité présidentielle.
La majorité présidentielle, qui forme une coalition sous le nom "Ensemble" investie officiellement, le 5 mai, Christophe Jerretie dans la première circonscription et Nicolas Brousse pour la deuxième circonscription. Malgré cette investiture, Olivier Bonnie décide de maintenir sa candidature et quitte le parti de LREM, sa suppléante Françoise Robert est quant à elle exclu du parti d'Emmanuel Macron.

### À gauche
En mars, Lise Quillot, annonce être en lice dans la deuxième circonscription. C’est une militante associative « sans étiquette même si son cœur balance à gauche. »
Le parti de Lutte ouvrière sera représenté par Marie-Thérèse Coinaud, candidate depuis 1997 dans la première circonscription de la Corrèze. Sur la deuxième circonscription c'est Sylvie Sicard qui représentera le parti.
Le Parti animaliste annonce sur son site internet en mars ses candidats. En Corrèze, ce parti sera représenté par Céline Sauviniat dans la deuxième circonscription. la candidate est élue dans un conseil de quartier de Brive-la-Gaillarde.
Après l'élection présidentielle, plusieurs partis de gauche (dont La France insoumise, le Parti communiste français, le Parti socialiste et Europe Écologie les Verts) décident de former une coalition, dans l'objectif d’obtenir une majorité de gauche à l'Assemblée nationale. Dans la première circonscription de la Corrèze, la Nouvelle union populaire écologique et sociale (NUPÉS) investie dans un premier temps Brigitte Lachaud, membre de La France insoumise. Cependant, le 11 mai, on apprend dans la presse locale que cela sera finalement la conseillère municipale LFI de Saint-Pardoux-l'Ortigier Sandrine Deveaud qui portera les couleurs de la Nouvelle union populaire écologique et sociale dans la première circonscription de la Corrèze. En effet, Brigitte Lachaud a retiré sa candidature pour des raisons personnelles. Pour la seconde circonscription, c'est la conseillère municipale de Brive Chloé Herzhaft, membre EÉLV, qui est désignée candidate par la coalition.
Le 6 mai, la fédération local du parti de la Gauche républicaine et socialiste (GRS), officialise la candidature de Charles-Henri Le Billan dans la deuxième circonscription. Dans la première circonscription, GRS soutiendra la candidature de la NUPÉS.
L’ancien président de la République François Hollande a annoncé le 20 mai n’être finalement pas candidat aux élections législatives alors qu’il était pressenti candidat depuis plusieurs mois.
Des personnalités contre la NUPÉS et proche de François Hollande décide d’organiser une candidature « de la gauche progressiste ». Elle sera portée par Annick Taysse, conseillère départementale du canton de Tulle et par Philippe Brugère, maire de Meymac pour le rôle de suppléant.
Le Parti ouvrier indépendant démocratique présente un candidat dans la première circonscription, Yannick Amiard.
Issu du parti de l'Écologie au centre, Patrick Dhersin sera candidat dans la circonscription de Tulle-Ussel.

### À droite
En février, la commission nationale d’investiture des Républicains valide la candidature de la députée sortante, Frédérique Meunier pour la deuxième circonscription. Le maire de Beynat, Jean-Michel Monteil sera son suppléant, il est non encarté LR.
Alors que le président du conseil départemental, Pascal Coste était pressenti candidat dans la première circonscription, il ne sera finalement que le candidat suppléant du maire de Lapleau, Francis Dubois. Il se définit comme « chiraquien de la première heure » mais Francis Dubois n'est pas encarté Les Républicains.
Le Mouvement de la ruralité à décidé d'investir sa présidente départementale Amélie Rebière dans la première circonscription. Et Marie Ayrault dans la circonscription de Brive.
Médecin généraliste à Nespouls, Patrick Cojan est candidat dans la deuxième circonscription, soutenu par le parti de Martine Wonner, Ensemble pour les libertés. Sa candidature est labellisée RECIPROC.

### À l'extrême droite
Après le premier tour de l'élection présidentielle, le Rassemblement national désigne ses candidats. Pour la deuxième circonscription, le conseiller régional Valéry Élophe sera candidat. Maïtey Pouget sera la candidate du RN dans la première circonscription.
Début mai, le parti Reconquête, d'Éric Zemmour, valide la candidature de Camille Dos Santos de Oliveira et de Gilles Oguinena comme les candidats titulaires respectivement pour la deuxième et première circonscription de la Corrèze.
La coalition souverainiste l'Union pour la France (Debout la France, Les Patriotes, Génération Frexit) a validé à la mi-mai la candidature de Thierry Dumas pour la deuxième circonscription de la Corrèze. Il est le responsable départemental du parti de Florian Philippot, Les Patriotes. Sa candidature est labellisée RECIPROC.

## Résultats

### Élus
| Circonscription | Député sortant      | Parti | Parti | Député élu ou réélu | Parti | Parti   |
| --------------- | ------------------- | ----- | ----- | ------------------- | ----- | ------- |
| 1re             | Christophe Jerretie |       | MoDem | Francis Dubois      |       | app. LR |
| 2e              | Frédérique Meunier  |       | LR    | Frédérique Meunier  |       | LR      |

### Taux de participation
| Taux de participation | 1er tour | 1er tour | 1er tour   | 2d tour | 2d tour | 2d tour    | Différence entre les deux tours |
| Taux de participation | En 2017  | En 2022  | Différence | En 2017 | En 2022 | Différence | Différence entre les deux tours |
| --------------------- | -------- | -------- | ---------- | ------- | ------- | ---------- | ------------------------------- |
| à 12 heures           | 28,88 %  | 24,62 %  | 4,26       | 27,38 % | 28,50 % | 1,12       | 3,88                            |
| à 17 heures           | 52,36 %  | 46,91 %  | 5,45       | 47,49 % | 45,87 % | 1,62       | 1,04                            |
| final                 | 57,25 %  | 56,09 %  | 1,16       | 50,82 % | 54,58 % | 3,76       | 1,51                            |

### Résultats à l'échelle du département

#### Résultats par coalition
| Parti et coalition                                           | Parti et coalition                                           | Parti et coalition                            | Premier tour | Premier tour | Premier tour | Second tour | Second tour   | Second tour | Total Sièges  | +/-           |  |
| Parti et coalition                                           | Parti et coalition                                           | Parti et coalition                            | Voix         | %            | Sièges       | Voix        | %             | Sièges      | Total Sièges  | +/-           |  |
| ------------------------------------------------------------ | ------------------------------------------------------------ | --------------------------------------------- | ------------ | ------------ | ------------ | ----------- | ------------- | ----------- | ------------- | ------------- |  |
|                                                              |                                                              | La France insoumise (LFI)                     | 13 271       | 13,19        | 0            | 22 173      | 24,02         | 0           | 0             | en stagnation |  |
|                                                              | Europe Écologie Les Verts (EÉLV)                             | 10 239                                        | 10,18        | 0            | 18 433       | 19,97       | 0             | 0           | en stagnation |               |  |
| Total Nouvelle Union populaire écologique et sociale (NUPES) | Total Nouvelle Union populaire écologique et sociale (NUPES) | 23 510                                        | 23,36        | 0            | 40 606       | 43,99       | 0             | 0           | en stagnation |               |  |
|                                                              |                                                              | Les Républicains (LR)                         | 22 034       | 21,90        | 0            | 51 706      | 56,01         | 2           | 2             | 1             |  |
| Total Union de la droite et du centre (UDC)                  | Total Union de la droite et du centre (UDC)                  | 22 034                                        | 21,90        | 0            | 51 706       | 56,01       | 2             | 2           | 1             |               |  |
|                                                              |                                                              | Mouvement démocrate (MoDem)                   | 10 095       | 10,03        | 0            |             |               |             | 0             | en stagnation |  |
|                                                              | La République en marche (LREM)                               | 9 947                                         | 9,89         | 0            | 0            | 1           |               |             |               |               |  |
| Total Ensemble (ENS)                                         | Total Ensemble (ENS)                                         | 20 042                                        | 19,92        | 0            | 0            | 1           |               |             |               |               |  |
|                                                              | Rassemblement national (RN)                                  | Rassemblement national (RN)                   | 16 395       | 16,29        | 0            | 0           | en stagnation |             |               |               |  |
|                                                              | Dissidents NUPES                                             | Dissidents NUPES                              | 5 201        | 5,17         | 0            | 0           | Nv            |             |               |               |  |
|                                                              | Reconquête (REC)                                             | Reconquête (REC)                              | 3 206        | 3,19         | 0            | 0           | Nv            |             |               |               |  |
|                                                              |                                                              | Gauche républicaine et socialiste (GRS)       | 2 477        | 2,46         | 0            | 0           | Nv            |             |               |               |  |
| Total Fédération de la gauche républicaine (FGR)             | Total Fédération de la gauche républicaine (FGR)             | 2 477                                         | 2,46         | 0            | 0            | Nv          |               |             |               |               |  |
|                                                              | Le Mouvement de la ruralité (LMR)                            | Le Mouvement de la ruralité (LMR)             | 2 304        | 2,29         | 0            | 0           | Nv            |             |               |               |  |
|                                                              | Écologie au centre (ÉAC)                                     | Écologie au centre (ÉAC)                      | 995          | 0,99         | 0            | 0           | en stagnation |             |               |               |  |
|                                                              | Lutte ouvrière (LO)                                          | Lutte ouvrière (LO)                           | 992          | 0,99         | 0            | 0           | en stagnation |             |               |               |  |
|                                                              | Parti animaliste (PA)                                        | Parti animaliste (PA)                         | 681          | 0,68         | 0            | 0           | Nv            |             |               |               |  |
|                                                              | Dissidents Ensemble                                          | Dissidents Ensemble                           | 615          | 0,61         | 0            | 0           | Nv            |             |               |               |  |
|                                                              |                                                              | Les Patriotes (LP)                            | 465          | 0,46         | 0            | 0           | Nv            |             |               |               |  |
| Total Union pour la France (UPF)                             | Total Union pour la France (UPF)                             | 465                                           | 0,46         | 0            | 0            |             |               |             |               |               |  |
|                                                              | Ensemble pour les libertés (EPL)                             | Ensemble pour les libertés (EPL)              | 462          | 0,46         | 0            | 0           | Nv            |             |               |               |  |
|                                                              | Parti ouvrier indépendant démocratique (POID)                | Parti ouvrier indépendant démocratique (POID) | 183          | 0,18         | 0            | 0           | Nv            |             |               |               |  |
|                                                              | Sans étiquette (SE)                                          | Sans étiquette (SE)                           | 1 063        | 1,06         | 0            | 0           | en stagnation |             |               |               |  |
|                                                              |                                                              |                                               |              |              |              |             |               |             |               |               |  |
| Suffrages exprimés                                           | Suffrages exprimés                                           | Suffrages exprimés                            | 100 625      | 96,68        |              | 92 312      | 91,14         |             |               |               |  |
| Votes blancs                                                 | Votes blancs                                                 | Votes blancs                                  | 2 160        | 2,08         | 5 351        | 5,28        |               |             |               |               |  |
| Votes nuls                                                   | Votes nuls                                                   | Votes nuls                                    | 1 293        | 1,24         | 3 624        | 3,58        |               |             |               |               |  |
| Total                                                        | Total                                                        | Total                                         | 104 078      | 100          | 0            | 101 287     | 100           | 2           | 2             | en stagnation |  |
| Abstentions                                                  | Abstentions                                                  | Abstentions                                   | 81 491       | 43,91        |              | 84 289      | 45,42         |             |               |               |  |
| Inscrits/Participation                                       | Inscrits/Participation                                       | Inscrits/Participation                        | 185 569      | 56,09        | 185 576      | 54,58       |               |             |               |               |  |

#### Résultats par nuance
| Nuance                 | Nuance                                         | Nuance                 | Premier tour | Premier tour | Premier tour | Second tour | Second tour   | Second tour | Total Sièges | +/-           |  |
| Nuance                 | Nuance                                         | Nuance                 | Voix         | %            | Sièges       | Voix        | %             | Sièges      | Total Sièges | +/-           |  |
| ---------------------- | ---------------------------------------------- | ---------------------- | ------------ | ------------ | ------------ | ----------- | ------------- | ----------- | ------------ | ------------- |  |
|                        | Nouvelle Union populaire écologique et sociale | NUP                    | 23 510       | 23,36        | 0            | 40 606      | 43,99         | 0           | 0            | en stagnation |  |
|                        | Les Républicains                               | LR                     | 22 034       | 21,90        | 0            | 51 706      | 56,01         | 2           | 2            | 1             |  |
|                        | Ensemble !                                     | ENS                    | 20 042       | 19,92        | 0            |             |               |             | 0            | 1             |  |
|                        | Rassemblement national                         | RN                     | 16 395       | 16,29        | 0            | 0           | en stagnation |             |              |               |  |
|                        | Divers gauche                                  | DVG                    | 8 741        | 8,69         | 0            | 0           | Nv            |             |              |               |  |
|                        | Reconquête                                     | REC                    | 3 206        | 3,19         | 0            | 0           | Nv            |             |              |               |  |
|                        | Divers                                         | DIV                    | 2 304        | 2,29         | 0            | 0           | en stagnation |             |              |               |  |
|                        | Ecologistes                                    | ECO                    | 2 138        | 2,12         | 0            | 0           | en stagnation |             |              |               |  |
|                        | Divers extrême gauche                          | DXG                    | 1 175        | 1,17         | 0            | 0           | en stagnation |             |              |               |  |
|                        | Divers centre                                  | DVC                    | 615          | 0,61         | 0            | 0           | Nv            |             |              |               |  |
|                        | Droite souverainiste                           | DSV                    | 465          | 0,46         | 0            | 0           | en stagnation |             |              |               |  |
|                        |                                                |                        |              |              |              |             |               |             |              |               |  |
| Suffrages exprimés     | Suffrages exprimés                             | Suffrages exprimés     | 100 625      | 96,68        |              | 92 312      | 91,14         |             |              |               |  |
| Votes blancs           | Votes blancs                                   | Votes blancs           | 2 160        | 2,08         | 5 351        | 5,28        |               |             |              |               |  |
| Votes nuls             | Votes nuls                                     | Votes nuls             | 1 293        | 1,24         | 3 624        | 3,58        |               |             |              |               |  |
| Total                  | Total                                          | Total                  | 104 078      | 100          | 0            | 101 287     | 100           | 2           | 2            | en stagnation |  |
| Abstentions            | Abstentions                                    | Abstentions            | 81 491       | 43,91        |              | 84 289      | 45,42         |             |              |               |  |
| Inscrits/Participation | Inscrits/Participation                         | Inscrits/Participation | 185 569      | 56,09        | 185 576      | 54,58       |               |             |              |               |  |

### Cartes

Nuance politique des candidats arrivés en tête dans chaque commune au 1er tour.
Nuance politique des candidats arrivés en tête dans chaque commune au 2e tour.

### Résultats par circonscription

#### Première circonscription
Député sortant : Christophe Jerretie (MoDem).
| Candidat                 | Candidat                 | Parti et coalition       | Nuance                   | Premier tour | Premier tour | Second tour | Second tour |
| Candidat                 | Candidat                 | Parti et coalition       | Nuance                   | Voix         | %            | Voix        | %           |
| ------------------------ | ------------------------ | ------------------------ | ------------------------ | ------------ | ------------ | ----------- | ----------- |
|                          | Sandrine Deveaud         | LFI (NUPES)              | NUP                      | 13 271       | 25,40        | 22 173      | 46,20       |
|                          | Francis Dubois           | app. LR (UDC)            | LR                       | 10 772       | 20,62        | 25 825      | 53,80       |
|                          | Christophe Jerretie      | MoDem (ENS)              | ENS                      | 10 095       | 19,32        |             |             |
|                          | Maitey Pouget            | RN                       | RN                       | 7 905        | 15,13        |             |             |
|                          | Annick Taysse,           | PS diss.                 | DVG                      | 5 201        | 9,96         |             |             |
|                          | Amélie Rebière           | LMR                      | DIV                      | 1 661        | 3,18         |             |             |
|                          | Gilles Oguinena          | REC                      | REC                      | 1 603        | 3,07         |             |             |
|                          | Patrick Dhersin          | ÉAC                      | ECO                      | 995          | 1,90         |             |             |
|                          | Marie-Thérèse Coinaud    | LO                       | DXG                      | 559          | 1,07         |             |             |
|                          | Yannick Amiard           | POID                     | DXG                      | 183          | 0,35         |             |             |
|                          |                          |                          |                          |              |              |             |             |
| Votes valides            | Votes valides            | Votes valides            | Votes valides            | 52 245       | 96,90        | 47 998      | 90,96       |
| Votes blancs             | Votes blancs             | Votes blancs             | Votes blancs             | 1 044        | 1,94         | 2 815       | 5,33        |
| Votes nuls               | Votes nuls               | Votes nuls               | Votes nuls               | 626          | 1,16         | 1 953       | 3,70        |
| Total                    | Total                    | Total                    | Total                    | 53 915       | 100          | 52 766      | 100         |
| Abstention               | Abstention               | Abstention               | Abstention               | 38 505       | 41,66        | 39 658      | 42,91       |
| Inscrits / participation | Inscrits / participation | Inscrits / participation | Inscrits / participation | 92 420       | 58,34        | 92 424      | 57,09       |

#### Deuxième circonscription
Député sortant : Frédérique Meunier (LR).
| Candidat                 | Candidat                       | Parti et coalition       | Nuance                   | Premier tour | Premier tour | Second tour | Second tour |
| Candidat                 | Candidat                       | Parti et coalition       | Nuance                   | Voix         | %            | Voix        | %           |
| ------------------------ | ------------------------------ | ------------------------ | ------------------------ | ------------ | ------------ | ----------- | ----------- |
|                          | Frédérique Meunier             | LR (UDC)                 | LR                       | 11 262       | 23,28        | 25 881      | 58,40       |
|                          | Chloé Herzhaft                 | EÉLV (NUPES)             | NUP                      | 10 239       | 21,16        | 18 433      | 41,60       |
|                          | Nicolas Brousse                | LREM (ENS)               | ENS                      | 9 947        | 20,56        |             |             |
|                          | Valéry Élophe                  | RN                       | RN                       | 8 490        | 17,55        |             |             |
|                          | Charles-Henri Le Billan        | GRS (FGR)                | DVG                      | 2 477        | 5,12         |             |             |
|                          | Camille Dos Santos de Oliveira | REC                      | REC                      | 1 603        | 3,31         |             |             |
|                          | Lise Quillot                   | SE                       | DVG                      | 1 063        | 2,20         |             |             |
|                          | Céline Sauviniat               | PA                       | ECO                      | 681          | 1,41         |             |             |
|                          | Marie Ayrault                  | LMR                      | DIV                      | 643          | 1,33         |             |             |
|                          | Olivier Bonnie                 | Agir diss.               | DVC                      | 615          | 1,27         |             |             |
|                          | Thierry Dumas                  | LP (UPF)                 | DSV                      | 465          | 0,96         |             |             |
|                          | Patrick Cojan                  | EPL                      | ECO                      | 462          | 0,95         |             |             |
|                          | Sylvie Sicard                  | LO                       | DXG                      | 433          | 0,89         |             |             |
|                          |                                |                          |                          |              |              |             |             |
| Votes valides            | Votes valides                  | Votes valides            | Votes valides            | 48 380       | 96,45        | 44 314      | 91,33       |
| Votes blancs             | Votes blancs                   | Votes blancs             | Votes blancs             | 1 116        | 2,22         | 2 536       | 5,23        |
| Votes nuls               | Votes nuls                     | Votes nuls               | Votes nuls               | 667          | 1,33         | 1 671       | 3,44        |
| Total                    | Total                          | Total                    | Total                    | 50 163       | 100          | 48 521      | 100         |
| Abstention               | Abstention                     | Abstention               | Abstention               | 42 986       | 46,15        | 44 631      | 47,91       |
| Inscrits / participation | Inscrits / participation       | Inscrits / participation | Inscrits / participation | 93 149       | 53,85        | 93 152      | 52,09       |